# Крейгавон (район)
Крейгавон (англ. Craigavon Borough Council) — район, существовавший до 1 апреля 2015 года в Северной Ирландии в графствах Арма и Антрим.
В 2011 году планировалось объединить район с районами Банбридж и Арма, однако в июне 2010 года Кабинет министров Северной Ирландии сообщил, что не может согласиться с реформой местного самоуправления и существующая система районов останется прежней в обозримом будущем.
С 1 апреля 2015 года объединен с районами Банбридж и Арма в район Арма, Банбридж-энд-Крейгавон.